# Rheotanytarsus oss
Rheotanytarsus oss är en tvåvingeart som beskrevs av Peter Scott Cranston 1997. Rheotanytarsus oss ingår i släktet Rheotanytarsus och familjen fjädermyggor. Inga underarter finns listade i Catalogue of Life.